# Niederhelfenschwil
Niederhelfenschwil (toponimo tedesco) è un comune svizzero di 3 008 abitanti del Canton San Gallo, nel distretto di Wil.